# Neckarsteinach
Neckarsteinach est une ville allemande située en Hesse. La ville est aussi connue sous le nom de Vierburgenstadt car elle possède quatre châteaux, situés sur une étroite crête. La Vorderburg et la Mittelburg appartiennent à des particuliers ; le plus ancien château, la Hinterburg, construit peu après l'an 1100 et aujourd'hui en ruine, fut le siège des chevaliers de Steinach ; également en ruine, un petit château du XIIIe siècle, la Burg Schadeck, est surnommé Schwalbennest (nid d'hirondelles) en raison de sa situation.

## Jumelage
- Pargny-sur-Saulx (France)